# Ukrajina (hajó)
Az Ukrajina (ukránul: Україна), ex. Admiral Flota Lobov (oroszul: Адмирал Флота Лобов) befejezetlen szovjet-ukrán 1164 Atlant típusú rakétás cirkáló, a hajóosztály negyedik, befejezetlen tagja. 1990-ben bocsátották vízre. A Szovjetunió felbomlása és pénzhiány miatt az építését nem fejezték be. A hajó a Mikolajivi Hajógyárban horgonyoz.

## Története
Az Északi Tervezőiroda által kifejlesztett 1164 Atlant típusú hajó építését 1984 nyarán kezdték el a mikolajivi 61 kommunár hajógyárban (napjainkban Mikolajivi Hajógyár). Ez volt az eredetileg 10 egységre tervezett hajóosztály negyedik tagja. Testvérhajói a Varjag, a Marsal Usztyinov és a 2022-ben elsüllyesztett Moszkva rakétás cirkáló.
A hajót 1990. augusztus 11-én bocsátották vízre, akkor az Admiral Flota Lobov vevet kapta. A Szovjetunió felbomlása és az ezt kísérő gazdasági visszaesés miatt a hajó építését félbehagyták, majd kb. 75%-os készültségi szinten 1993. október 1-jén Oroszország átadta a hajót Ukrajnának. 1994-ben ugyan elkezdték a személyzet összeállítását, a hajó építése azonban pénzhiány miatt nem folytatódott.
1998 februárjában Ukrajnában döntés született a hajó befejezéséről. Ezt követően újra indultak az építési munkálatok a hajón és ismét elkezdték szervezni a személyzetet. Rövidesen azonban abbahagyták a munkálatokat és a személyzetet is feloszlatták. Ekkor a hajó kb. 95%-os készültségi állapotban volt. A hajót konzerválták és napjainkban is befejezetlenül, az Inhul folyó torkolatában, a mikolajivi hajógyár területén horgonyoz. A hajó sorsáról több elképzelés is született. Az alapvetően a Fekete-tengeren tevékenykedő Ukrán Haditengerészet egy ilyen nagyméretű hajóra nem tartott igényt, a hajóállomány modernizálását alapvetően korvett méretű hajókkal tervezték.